# Kalophrynus menglienicus
Espèce
Statut de conservation UICN

 DD : Données insuffisantes
Kalophrynus menglienicus est une espèce d'amphibiens de la famille des Microhylidae.

## Répartition
Cette espèce se rencontre :
- dans le xian de Menglian dans le sud du Yunnan en République populaire de Chine ;
- dans le nord du Viêt Nam.

Sa présence est incertaine en Birmanie et dans le nord du Laos.

## Étymologie
Son nom d'espèce, menglienicus, lui a été donnée en référence au lieu de sa découverte, le xian de Menglian.

## Publication originale
- Yang & Su, 1980 : A new species of the family Microhylidae frog from Yunnan. Zoological Research, Kunming, vol. 1, no 2, p. 257-260.